# Sixte V
Pour les articles homonymes, voir Peretti, Sixte et Quint (homonymie).
Felice Peretti, né le 13 décembre 1521 à Grottammare (province d'Ascoli Piceno) et mort le 27 août 1590 à Rome, devient le 227e pape de l’Église catholique le 24 avril 1585 sous le nom de Sixte V (dit Sixte Quint ; en latin Sixtus Quintus ou Systus Quintus, en italien Sisto Quinto).

## Biographie
Felice Piergentile naquit à Grottammare, petit village de pêcheurs du sud des Marches, alors dans la juridiction de Fermo. Originaire de Montalto, son père Francesco Piergentile (dit Peretto di Montalto) s'était refugié à Grottammare pour échapper aux raids du Duc d'Urbino. À l'âge de 9 ans, Felice entre chez les franciscains conventuels de San Francesco delle Fratte à Montalto, ville d'origine de sa famille et à laquelle il restera lié pour le reste de sa vie (tout au long de sa carrière cardinale, il aimait être appelé "Cardinal Montalto"). 
Il y suit une carrière de prédicateur jusqu'à son entrée dans l'Inquisition, d'abord à Venise (de 1557 à 1560) puis en Espagne, où il appartient à la suite du légat pontifical Boncompagni, futur Grégoire XIII. En 1566, il est nommé vicaire général de son ordre. Il prend ensuite des responsabilités pastorales en devenant évêque de Sant'Agata de' Goti puis de Fermo. Entretemps, le 5 mai 1570 il est créé cardinal avec le titre de S. Girolamo dei Schiavoni.
Le 24 avril 1585, après la mort de Grégoire XIII, il est élu pape. Il choisit le nom de Sixte V en hommage à Sixte IV, autre pape franciscain. Peu de temps auparavant, le conclave avait déjà élu un représentant d'un ordre mendiant en la personne de Pie V, dominicain. La tendance était donc à un retour des grandes forces du bas Moyen Âge au détriment de celles apparues durant la Réforme catholique, comme les jésuites. Parallèlement, le pape couvre de faveurs son neveu Alessandro, cardinal à l'âge de 15 ans seulement.

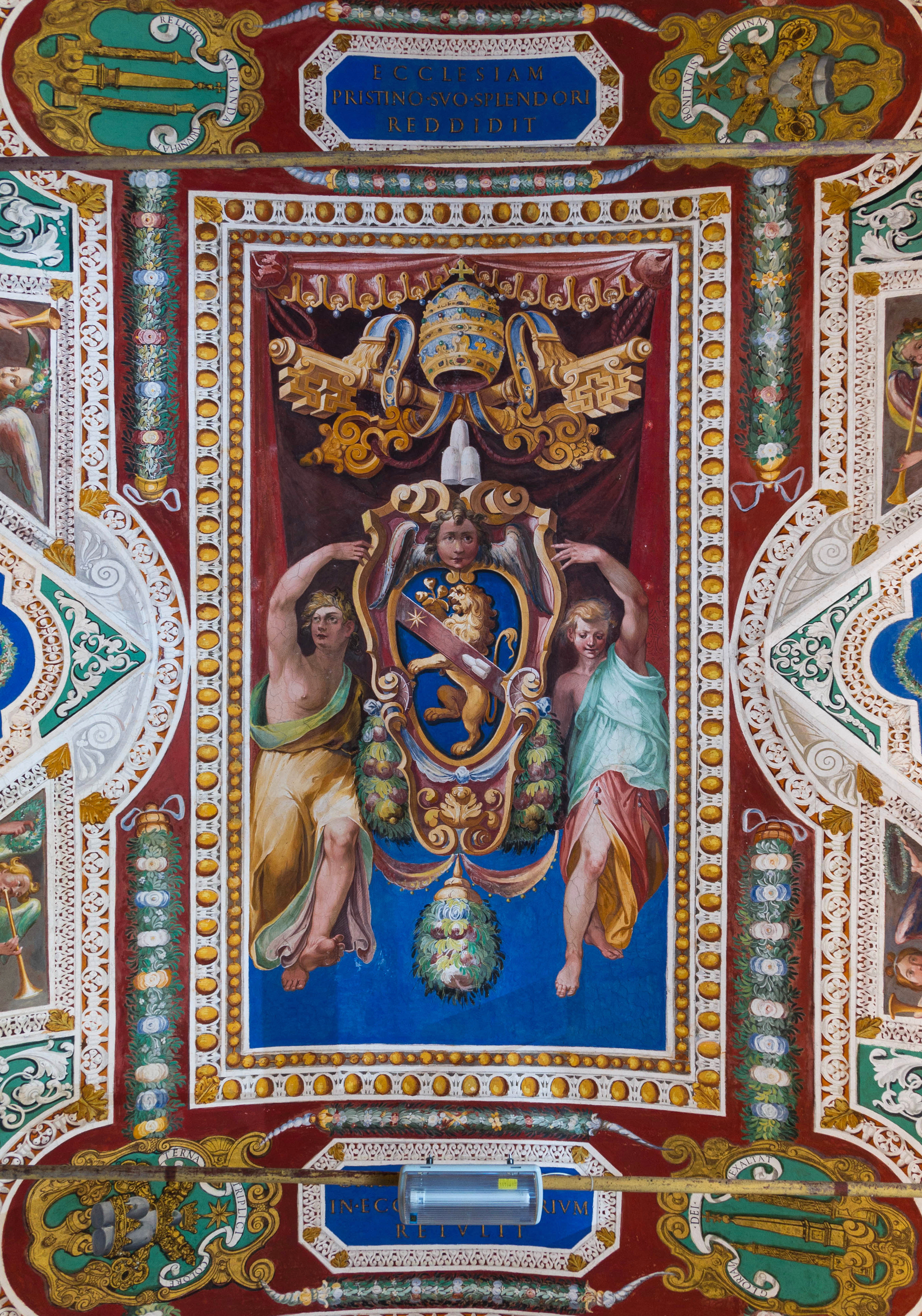
Blason de Sixte.

Le pontificat de Sixte Quint accélère l'évolution des États pontificaux vers la forme de l'État moderne. Cette évolution est probablement consciente : le pape possède dans sa bibliothèque un exemplaire du Prince de Machiavel. Sixte V s'efforce d'abord d'assurer la sécurité de ses États en édictant des mesures plus sévères envers les bandits. Il lutte contre les pouvoirs féodaux locaux, mène une politique dynamique de travaux publics et d'emploi : l'assainissement des marais pontins est aussi un moyen de fournir du travail aux nombreux mendiants. Il agrandit la Bibliothèque vaticane et fait bâtir la chapelle sixtine de la Basilica di Santa Maria Maggiore par Domenico Fontana. Il réorganise la Curie romaine, créant par la bulle Immensa æterni Dei des congrégations permanentes. Il presse l'impression d'une édition de la Vulgate demandée par le concile de Trente et préparée par ses prédécesseurs. Très décriée par la critique comme pleine de défauts, cette Vulgate sixtine était restée proche du texte médiéval « universitaire » notamment parce qu'elle suit de près la version in folio de la Bible éditée par Robert Estienne en 1538 et 1546. Sous presse l'année même de sa mort, en 1590, cette édition fut aussitôt supprimée et remplacée en 1592 sous le pontificat de Clément VIII par la Vulgate sixto-clémentine restée dans l'usage catholique jusqu'à la promulgation de la version dite néo-vulgate, publiée par le Saint-Siège à la suite du concile Vatican II.

## SixteVle bâtisseur
En 1586, Sixte V inaugure toute une série de travaux en grande pompe. Il est désireux de restaurer les symboles de l'Antiquité afin de les mettre en évidence devant les principaux édifices religieux romains, il fait déplacer l'obélisque du Vatican — un obélisque égyptien, transporté à Rome par Caligula pour orner la spina de son nouveau cirque du Vatican — à la place qu'on lui connaît aujourd'hui sur la place Saint-Pierre. L'étendue de la tâche avait rebuté avant lui quatre papes.

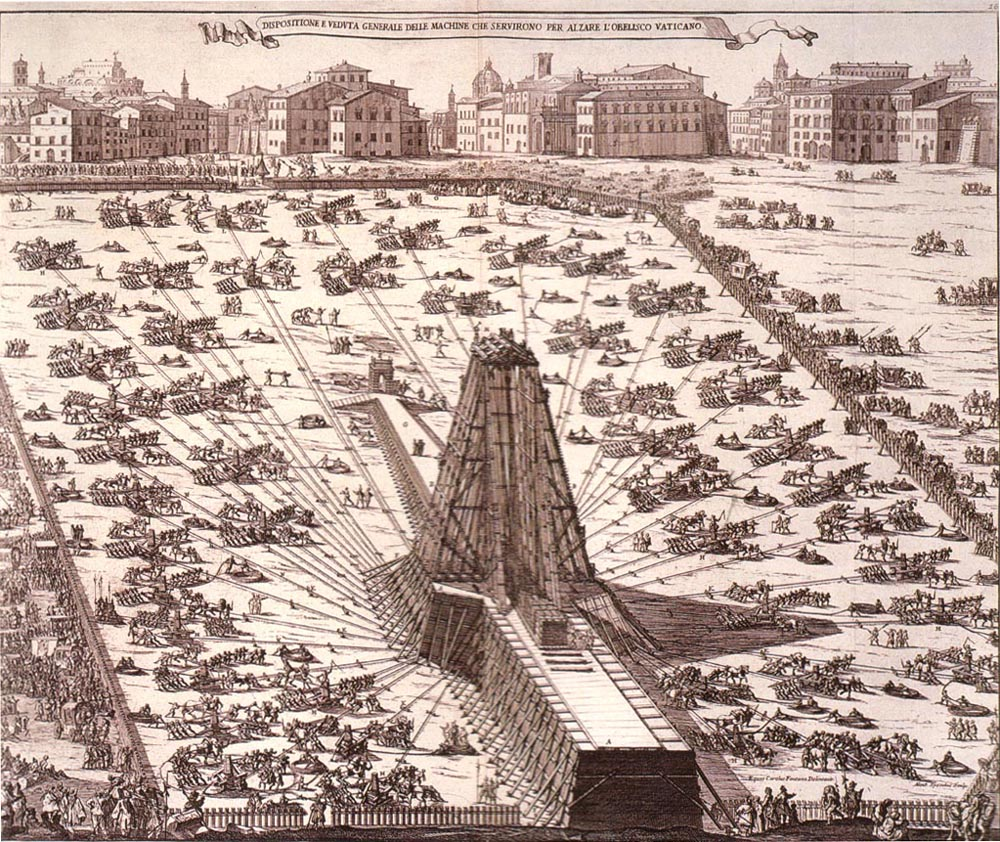
Place Saint-Pierre : réérection de l'obélisque en 1586.

Il ouvre un concours, choisit le plan de Domenico Fontana, ancien compagnon maçon, et s'y attache contre l'avis de tous avec d'autant plus de chaleur qu'on jugeait l'exécution de l'ouvrage impossible.
Le 30 avril 1586, on arrache l'obélisque de sa base antique, et le 7 mai on se met à le traîner vers l'emplacement actuel. Il faut trente-sept jours pour lui faire franchir une distance qui prendrait quelques heures aux mécaniciens modernes. Tout l'été fut employé aux préparatifs ; enfin, le 10 septembre, cent soixante chevaux attelés à quarante cabestans, et neuf cents hommes marchant au son de la trompette et s'arrêtant à celui de la cloche, enlèvent l'immense bloc, et le laissent retomber sur son piédestal.
Encouragé par ce succès, Sixte remet sur pied trois autres obélisques. L'un, qu'il transporte sur la place de Sainte-Marie-Majeure, ornait jadis l'entrée du mausolée d'Auguste. Brisé et à moitié enfoui sous les ruines devant le mausolée d'Auguste, il rappelait là, tristement, les désastres de Rome. Les autres, enterrés également, depuis des siècles, sous les débris du Circus Maximus, étaient rompus en trois endroits. Sixte en fait rejoindre habilement les morceaux, il érige le plus grand devant Saint-Jean-de-Latran, et celui qui paraît le plus remarquable par ses hiéroglyphes, au milieu de la Piazza del Popolo. En relevant ces colonnes de la vieille Égypte sur les places de la Rome moderne, Sixte leur impose le baptême chrétien, et les décore de la croix. Par cet emblème, il purifiait ces monuments de la superstition païenne et consacrait le triomphe du christianisme, ainsi qu'il le dit éloquemment sur la face orientale de l'obélisque : « Voici la croix du Seigneur : fuyez ; anciens ennemis, le lion de la tribu de Juda vous a vaincus ».

### Fontaine de Rome

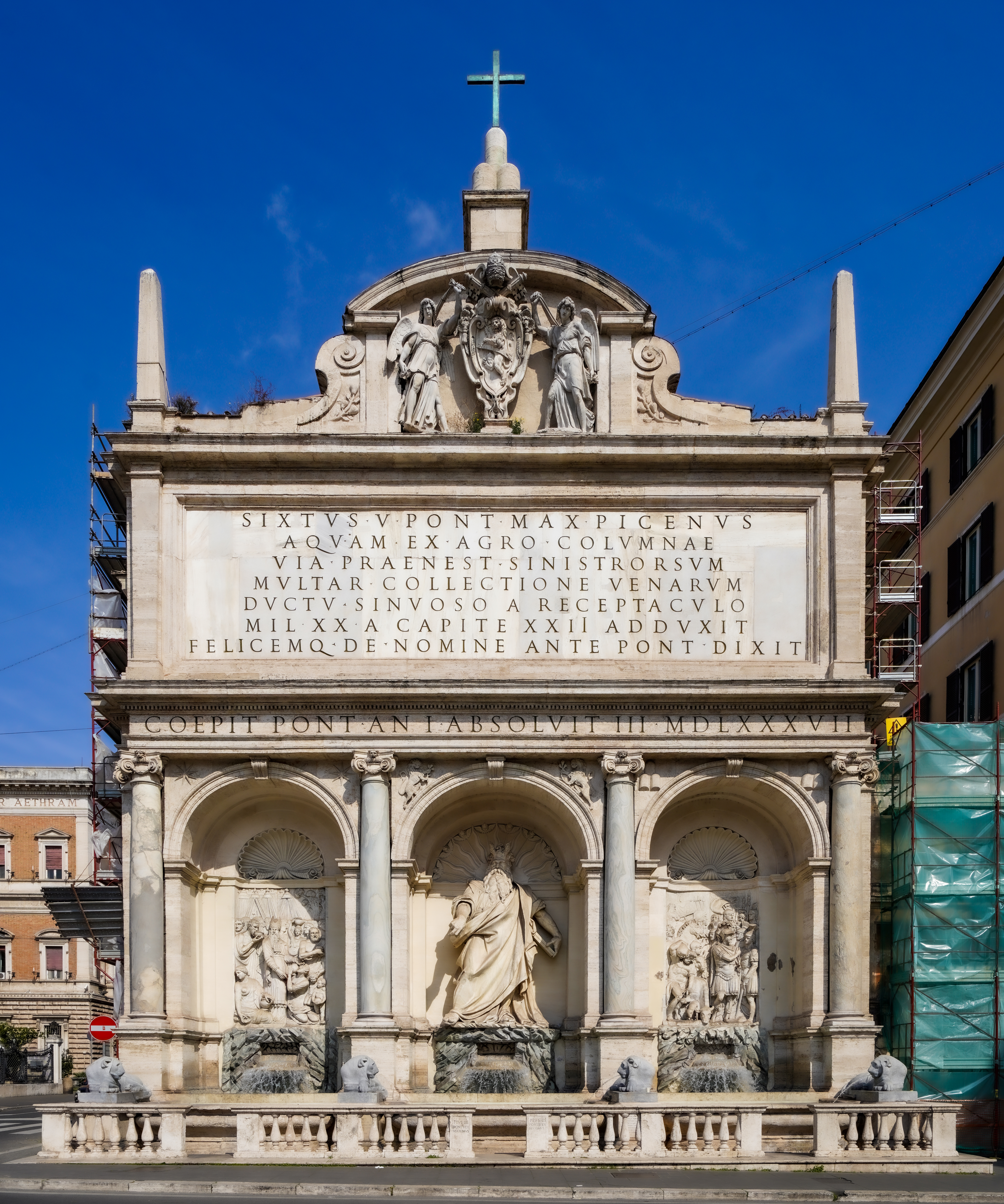
Fontana dell'Acqua Felice.

À ces travaux d'embellissements succédèrent la construction de la fontaine du Quirinal, la Fontana dell'Acqua Felice, et l'hôpital de la rue Julia.
L'ancien mont Quirinal (Monte Cavallo) manquait d'eau : Sixte dépense alors soixante mille écus romains pour amener l'eau de la source, appelée de son nom de baptême, Felice (Son nom de baptême est Felice Peretti), sur la place Sainte-Suzanne. Prise au col delle Pantanelle, près du village de la Colonna, qui est à quatorze milles de Rome, elle est destinée à alimenter les quartiers du Quirinal, du Monte Pincio et du Capitole. Au bout de dix-huit mois de travail, l'eau de cette source arrivait à Rome.
Avant que Domenico Fontana, architecte attitré de Sixte V, n’élève le monument dont les trois arcades doivent couvrir les statues de Moïse faisant jaillir l'eau du rocher, Aaron et Gédéon, le bassin de pierre de taille où elle s'épanche ne porta que cette inscription : « À Sixte Quint, souverain pontife, né dans la province de la Marche, a fait conduire cette eau à gauche de la voie Prénestine, depuis le champ Colonna jusqu'à ce réservoir par un canal de vingt-deux milles de long, et il a voulu qu'elle s'appelât comme il s'appelait avant d'être pape. »
Continuant ensuite, son œuvre de restauration des monuments, Sixte Quint fait mettre la statue de bronze de saint Pierre sur la colonne Trajane, et celle de saint Paul sur la colonne de Marc-Aurèle. Les deux chevaux et les colosses de marbre attribués, par erreur, à Praxitèle et à Phidias, sont restaurés et posés sur un autre piédestal.

### Aménagements de Rome
Vers la même époque, Rome se trouve envahie par une armée d'ouvriers, livrée au marteau, et couverte de démolitions et de pierres. Des rues sont ouvertes qui totalisent plus de 10 km. Sur les places de Latran et du Quirinal, de magnifiques palais s'élèvent désormais. La chapelle de la Crèche et le tombeau de Pie V décorent Sainte-Marie Majeure : on achève la loge ou galerie peinte de Saint-Jean, d'où le pape donne la bénédiction.
Les travaux d'aménagement réalisés par Sixte V et Fontana dans la région des monts — amener l'eau, faciliter l'accès des églises par des voies naturelles, donner à ces voies des perspectives monumentales — sont volontiers décrits comme le travail d'un urbaniste et on compare volontiers le travail réalisé sur Rome par Sixte V au travail qui sera réalisé par le baron Haussman, à Paris, au XIXe siècle.
Le plan de Rome modifié par Sixte V place Sainte-Marie Majeure — au sommet de l'Esquilin, le point le plus haut de Rome — au centre d'une composition qui associe les différents lieux de pèlerinage de Rome. Le plan de Rome créé par Sixte V subsistera pendant trois siècles. On peut voir en Sixte V le créateur de la Rome moderne.
De larges rues partent désormais de Sainte-Marie-Majeure et de Sainte-Croix-de-Jérusalem, et, rattachant ces basiliques à la Trinité-des-Monts, à la porte Pia, au palais de Venise, rayonnent dans la vieille ville, y répandant à flots l'air et la lumière. On voit au même moment la bibliothèque du Vatican terminée, et le Vatican lui-même agrandi de façon à former le plus spacieux palais du monde.

### Le dôme de Saint-Pierre

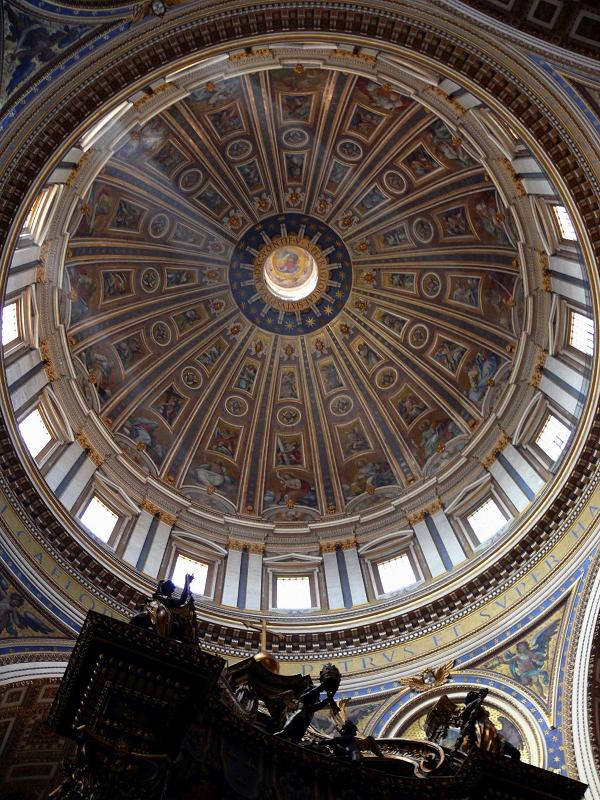
Le dôme achevé par Fontana et della Porta.

Sixte Quint se résout à achever la basilique Saint-Pierre. Pie V avait destitué Pirro Ligorio, successeur de Michel-Ange. Vignole se borna jusqu'à sa mort, en 1573, à revêtir de travertin l'extérieur de la basilique, en suivant fidèlement les dessins de Buonarroti. Giacomo della Porta, choisi par Grégoire XIII, commença par la chapelle grégorienne et en orna l'intérieur. Tout le corps du temple, tel que l'avait conçu Michel-Ange, était donc terminé en 1588. Depuis vingt-quatre ans, le tambour de la coupole attendait la voûte qu'il devait porter, construction qui avait jusque-là rebuté tous les papes qui s'étaient succédé. Sixte, qui aimait relever les défis impossibles, adjoignit Domenico Fontana, son architecte favori,  à Giacomo della Porta : le dôme fut enfin monté.
Avant de placer le cintre, où n'entrèrent pas moins de onze cents poutres, dont cent avaient cinq pieds de diamètre, les deux artistes tracèrent le dessin complet de la coupole, avec toutes ses proportions, dans la vaste basilique Saint-Paul, puis ils se mirent à l'œuvre. Commencé le 15 juillet 1588, poussé jour et nuit par six cents ouvriers, le dôme fut fini en vingt-deux mois. « Le 14 mai 1590, on en plaça la dernière pierre, bénie par le pontife, au bruit de l'artillerie du château Saint-Ange. On avait employé cinq cent mille livres de cordages pour élever les matériaux, trente milliers de livres de fer pour lier la coupole, qui est double, et serrer l'intérieur par deux cercles, un million de livres de plomb pour le revêtement extérieur, et dépensé pour les seules voûtes deux cent mille écus d'or ».